# شکورآقالی
شکورآقالی (به لاتین: Şükürağalı) یک منطقه مسکونی در جمهوری آذربایجان است که در شهرستان آق‌دام واقع شده است.